# Dzisiejsza miłość
Dzisiejsza miłość (oryg. Love Aaj Kal, hindi:लव आज कल, tłum. Kochaj teraz i potem) – bollywoodzki komediodramat miłosny z 2009 roku. W rolach głównych Saif Ali Khan i Deepika Padukone. W drugoplanowych Rishi Kapoor i Rahul Khanna. Reżyser Imtiaz Ali (Kiedy ją spotkałem, Socha Na Tha). W filmie na dwóch płaszczyznach czasowych pokazano miłość, walkę o obecność drugiej osoby w naszym życiu na przekór okolicznościom. Bohaterowie zmagają się z nieznajomością swoich serc, z brakiem odwagi w uczuciach. Film pokazuje zwycięstwo miłości, która trwa. Symbolem jej jest pojawienie się w filmie razem Neetu Singh i Rishi Kapoor – grają oni tu wierne małżeństwo, sami będąc małżeństwem od 30 lat.
Zdjęcia do filmu kręcono w Londynie, San Jose, San Francisco, Kalkucie, Patiali oraz w Delhi (na dworcu, przy czerwonym Forcie i Purana Qila).

## Fabuła
Kai (Saif Ali Khan) i Meera (Deepika Padukone) poznają się ze sobą na studiach w Londynie. Tworzą razem parę, o której się mówi: "im może wyjść". W oczach ludzi mają przed sobą przyszłość, ale gdy po dwóch latach ich miłość trafia na przeszkodę w postaci rozłąki, zrywają ze sobą. Nie chcą patrzeć, jak ich uczucie będzie powoli umierało niszczone odległością. Wyprawiwszy party celebrujące zerwanie Meera wyjeżdża do Indii do pracy przy restauracji fresków. Świadkiem ich rozstania jest właściciel restauracji Veer Singh Panesar (Rishi Kapoor). Próbuje on przekonać Kaia, by walczył o swoją miłość, by nie pozwolił Meerze odejść ze swego życia. Chcąc poruszyć jego serce opowiada mu historię swojej miłości, z której on sam nie rezygnował mimo przeciwności. Historia ta zdarzyła się 40 lat temu w Delhi. Kai jednak nie rozumiejąc swojego serca pozostaje w roli przyjaciela. Słucha przez komórkę zwierzeń Meery o nowo poznanym Vikramie (Rahul Khanna). Zachęca ją do spotkań z nim. Sam spotyka się już też z kimś innym. Opowiadając o tym Meerze. Dopiero wieść o jej ślubie wstrząsa nim.

## Obsada
- Saif Ali Khan – Jai Vardhan Singh/młody Veer Singh
- Deepika Padukone – Meera Pandit
- Giselle Monteiro – Harleen Kaur
- Rishi Kapoor – Veer Singh
- Rahul Khanna – Vikram Joshi
- Jolly Mukherjee – Joseph
- Vir Das
- Florence Brudenell-Bruce – Jo
- Luna LiVolsi – Flower
- Elizabeth Tan – Pae
- Anushka Manchanda – Kashish
- Subhash Sagar – Mahesh
- Dolly Ahluwalia – Harleenbabka
- Raj Zutshi – Harleen ojciec
- Chandraprakah Dwiwedi – Gattu
- Shalim Jansen – Ravi
- Manjari Fadnis – Anjana Sharma
- Neetu Singh jako Harleen Kaur (gościnnie)
- Rajiv Nema – z Bangladesh taksówkarz San Francisco

## Piosenki (na ekranie)
- Dooriyan (Saif i Deepika)
- Aaj Din Chadheya (Veer i Harleen)
- Thoda Thoda Pyaar (Veer i Harleen)
- Twist song (Saif sam w Londynie)
- Chor Baazari (Saif i Deepika w Delhi)
- Main Kya Hoon (Saif w San Francisco)
- Aahun Aahun (Saif)